# Frisk (romanzo)
Frisk è un romanzo del 1991 del poeta e critico letterario statunitense Dennis Cooper.
È stato pubblicato in italiano da Einaudi. Nel 1995 ne è stato tratto un film omonimo per la regia di Todd Verow.

## Trama
Nel 1969, ad appena 13 anni, Dennis, protagonista britannico e voce narrante della storia, ha iniziato a leggere riviste di pornografia ed è stato particolarmente colpito dai film snuff (presunti video amatoriali di tortura culminanti con la morte della vittima), anche se viene a sapere più tardi che le immagini sono state falsificate. Egli riconosce in Henry, ora diciassettenne, il ragazzo ritratto in quelle pellicole qualche anno addietro.
Dennis è gay e farmaco-dipendente e si dispera quando il suo compagno Julian lo abbandona per andarsene in giro per la Francia; Dennis a questo punto riprende i rapporti col fratello minore di Julian, di nome Kevin. Il ragazzo ha problemi psicologici ma, a 18 anni, Dennis lo coinvolge in festini di droga ed inizia con lui una relazione sessuale.
Nel 1989 Julian riceve una lettera da Dennis che gli descrive come abbia intrapreso una sere di omicidi a scopo di sadismo ad Amsterdam; le descrizioni contenute nella lettera sono molto esplicite e le varie torture sadiche commesse vengono descritte con dettagli impressionanti. Dennis in seguito incontra due tedeschi e confessa loro tutto quello che ha fatto; i tre uniscono le forze e commettono numerosi omicidi casuali, senza alcun motivo.
Una delle vittime più recenti del gruppo di serial killer è stato un ragazzino undicenne, che hanno torturato, mutilato e infine ucciso a casa di Dennis, due settimane prima che egli scrivesse e spedisse la lettera all'amico. Julian si reca ad Amsterdam con Kevin per scoprire se gli omicidi narrati nella lettera sono veri o solamente frutto d'una fantasia crudele.